# أولاد علي (بليدة)
أولاد علي هو دُوَّار يقع بجماعة كتاوة، إقليم زاكورة، جهة درعة تافيلالت في المملكة المغربية. ينتمي الدوّار لمشيخة بليدة التي تضم 8 دواوير. يقدر عدد سكانه بـ 100 نسمة حسب الإحصاء الرسمي للسكان والسكنى لسنة 2004.

## روابط خارجية
- البوابة الوطنية للجماعات الترابية
- المندوبية السامية للتخطيط